# Bijeljina
Bijeljina (serbisk kyrilliska: Бијељина) är en stad och kommun i nordöstra Bosnien och Hercegovina. Bijeljina är den sjätte största staden i Bosnien och Hercegovina (efter Sarajevo, Banja Luka, Tuzla, Zenica och Mostar) och ligger i regionen Semberija. Staden är belägen omkring 6 kilometer från gränsen till Serbien och cirka 40 kilometer från gränsen till Kroatien.
Zlatan Ibrahimovićs far Sefik Ibrahimović är född och uppvuxen i Bijeljina.